# Swiss Mountain Holiday Radio
Swiss Mountain Holiday Radio ist ein privates Hörfunkprogramm in der Deutschschweiz, das sich mit einem Musikprogramm schweizerischer Prägung hauptsächlich an Touristen wendet. Veranstaltet wird das Programm von der SwissMountainHolidayRadio AG (Burgdorf BE), dessen Inhaber Christian Stärkle bei Gründung Alleinaktionär war und bis heute Geschäftsführer blieb. Inzwischen gehört der Sender zu 60 Prozent der Allmediaconsulting AG und zu je 20 Prozent Radio Emme AG und Radio Rottu Oberwallis AG. Das Programm wird von 16 festangestellten und 16 unbezahlten freien Mitarbeitern gestaltet. Das gesamte Programm wird langzeitarchiviert und steht auch externen Interessenten zur Verfügung.

## Geschichte
Der Sender geht auf eine Kooperation verschiedener Lokalradios zurück aus den Berg- und Randregionen (Radio BeO, Radio Engiadina & Radio Grischa, Radio Fribourg, Radio neo sowie RRO Radio Rottu Oberwallis) in Zusammenarbeit mit der Hochschule für Technik und Wirtschaft Chur (HTW), bei der der Sender angesiedelt ist.
Am 19. September 2007 wurde dem Sender eine Konzession für «ein sprachregionales DAB-Radio mit Leistungsauftrag ohne Gebührenanteil» (d. h. werbefinanziert) erteilt. Der Leistungsauftrag beschreibt im Grundsatz «einen Beitrag zur Angebotsvielfalt und zur Einführung des digitalen terrestrischen Radios (T-DAB) in der deutschsprachigen Schweiz.»

## Programm
Das Programm bietet einen hohen Anteil an Schweizer Musik mit Schwerpunkt im Bereich «Album Oriented Rock» (AOR) und im Bereich der Wortbeiträge Informationen aus den Berg- und Randregionen.
Der Sender bietet programmbegleitende Zusatzdienste und Serviceleistungen für den Tourismus im Sendegebiet. Neben dem Livestream im Internet stehen einzelne Sendungen zum Download zur Verfügung.

## Verbreitung
Verbreitet wird das Programm, das zuvor mit Nonstop-Musik im Testbetrieb startete, offiziell seit April 2010 im zweiten Deutschschweizer Multiplex auf Kanal 7D der SwissMediaCast, der am 15. Oktober 2009 in den Ballungsräumen Zürich, Basel und Bern gestartet ist. Im Jahr 2010 folgten die Zentralschweiz und die Region Aargau/Schaffhausen.
Daneben ist das Programm auf der Website des Senders als Livestream verfügbar.